# Palawa
Palawa é uma vila no distrito de Hazaribag, no estado indiano de Jharkhand.

## Demografia
Segundo o censo de 2001, Palawa tinha uma população de 9757 habitantes. Os indivíduos do sexo masculino constituem 53% da população e os do sexo feminino 47%. Palawa tem uma taxa de literacia de 60%, superior à média nacional de 59,5%: a literacia no sexo masculino é de 66% e no sexo feminino é de 53%. Em Palawa, 19% da população está abaixo dos 6 anos de idade.